# The Unity
The Unity je německá hardrocková hudební skupina založená v roce 2015. Jejími zakladateli jsou kytarista Henjo Richter a bubeník Michael Ehré, hudebníci ze skupiny Gamma Ray. Tuto dvojici doplnili Ehrého bývalí spoluhračí ze skupiny Love.Might.Kill, Jan Manenti (zpěv), Jogi Sweers (basová kytara), Stefan Ellerhorst (kytara) a Sascha Onnen (klávesy). Debutové album eponymně nazvané The Unity vydali v květnu 2017 u vydavatelství SPV GmbH a o rok později uvedli druhé studiové album Rise.

## Historie

### Založení a debutové album (od 2015)
První nápady o založení nové skupiny měli Henjo Richter a Michael Ehré již v roce 2015, kdy začali rozpracovávat materiál pro debutové album. Podle Ehrého to „dokonale načasovali“, jelikož v listopadu 2016 bylo oznámeno, že se Kai Hansen, zpěvák jejich hlavní skupiny Gamma Ray, připojí ke kapele Helloween na výroční turné probíhající v letech 2017 a 2018. Tím pádem budou Gamma Ray v této době neaktivní a Richter s Ehrém se budou moci podle Ehrého slov „plně soustředit na novou kapelu a koncertovat.“ K této dvojici se připojili hudebníci z Ehrého bývalé skupiny Love.Might.Kill, Jan Manenti (zpěv), Jogi Sweers (basová kytara), Stefan Ellerhorst (kytara) a Sascha Onnen (klávesy). Nahrávání první desky, na jejímž skládání se podíleli všichni členové, začalo v prosinci 2016.
Debutové album nakonec dostalo název The Unity vyšlo v květnu 2017 u vydavatelství SPV GmbH. V rámci jeho podpory se jako předkapela zúčastnili přibližně týdenního německého turné skupiny Sinner a následně také vystoupili na českém festivalu Metalfest Open Air 2017, přičemž se jednalo o jejich první vystoupení mimo Německo. Během podzimu poté absolvovali evropské turné jako předskokan kapely Edguy, během něhož opět navštívili Česko, tentokrát Prahu, kde odehráli koncert v klubu MeetFactory. V roce 2018 skupina vydala další studiové album. To se jmenuje Rise a vyšlo v září před začátkem evropského turné, během něhož The Unity vystupovali jako předkapela Axela Rudiho Pella.
V létě roku 2019 plánuje skupina začít s pracemi na v pořadí třetí studiové desce. Ta vyšla 13. března 2020 a dostala název Pride.
„Naším cieľom bolo rozšíriť náš štýl. Chceli sme sa vyhnúť tomu, aby sme sa opakovali, čo bolo taktiež výzvou. Na našom albume máme napr. pieseň Scenery Of Hate, ktorá je skutočnou heavy metalovou skladbou, ale máme aj You Don´t Walk Alone – pieseň, ktorú by mohol napísať aj Bryan Adams. Pokúsili sme sa rozšíriť rozmanitosť tvorenia bez straty nášho štýlu.“ - řekl Michael Ehré pre slovenský web Metalmania-Magazín. 

## Sestava
- Jan Manenti – zpěv
- Henjo Richter – kytara
- Sascha Onnen – klávesy
- Stefan Ellerhorst – kytara
- Jogi Sweers – basová kytara
- Michael Ehré – bicí

## Diskografie
- The Unity (2017)
- Rise (2018)
- Pride (2020)